# John D. Rockefeller jr.

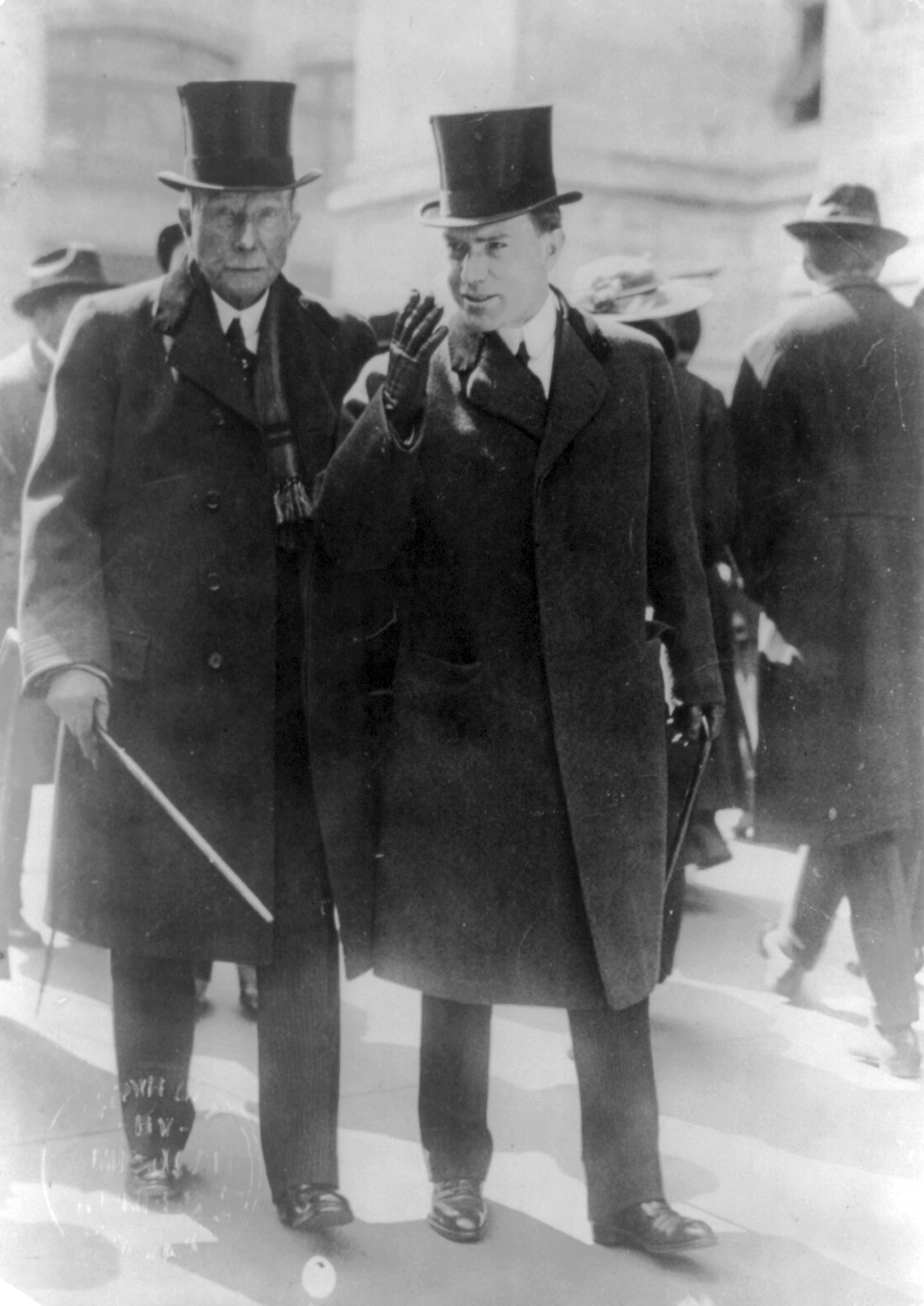
Rockefeller en zijn vader John D. Rockefeller in 1915

John D. Rockefeller jr. (Cleveland (Ohio), 29 januari 1874 – Tucson, 11 mei 1960) was een Amerikaans zakenman en filantroop.

## Biografie
John D. Rockefeller jr. werd geboren als enige zoon van olietycoon John D. Rockefeller en Laura Spelman Rockefeller. Hij had vier oudere zussen: Elizabeth (1866-1906), Alice (1869-1870), Alta (1871-1962) en Edith (1872-1932).
In 1897 ging hij in dienst bij zijn vaders aardoliebedrijf, Standard Oil. Hij had er korte tijd later een leidinggevende functie. Later zou hij deze functie ook vervullen bij John Pierpont Morgans U.S. Steel. In 1910 verliet hij beide bedrijven om zich te richten op zijn filantropische activiteiten. In 1914 ging hij het zakenleven weer in als gevolg van het Bloedbad van Ludlow. In 1929 liet hij het Rockefeller Center bouwen. 
In 1921 kreeg hij 10% van de aandelen van de Equitable Trust Company in handen. In 1930 ging dit bedrijf samen met de Chase Bank tot Chase Manhattan, op dat moment de grootste bank ter wereld. Later werd zijn zoon David Rockefeller directeur van deze bank.

## Privéleven
Rockefeller huwde in 1901 met Abby Aldrich Rockefeller. Ze kregen een dochter, Abby, en vijf zoons, John D. Rockefeller III (1906-1978), Nelson Rockefeller (1908-1979), Laurance Rockefeller (1910-2004), Winthrop Rockefeller (1912-1973) en David Rockefeller (1915-2017). Zijn vrouw overleed in 1948. Hij hertrouwde in 1951 met Martha Baird. Rockefeller overleed in 1960 aan een longontsteking.